# آناست‌دیو
آناست برپایه اسطوره‌های مزدیسنا دیو تباهی است. در بندهش آمده‌است که :«آناست دیو آن است که زور گوید.»

## واژه‌شناسی
این نام در پارسی میانه ānāst آمده‌است و معنای ویران و تباه می‌دهد.

## منبع
- مهرداد بهار، پژوهشی در اساطیر ایران، چاپ پنجم، پاییز ۱۳۸۴، نشر آگه. شابک ‎۹۶۴−۳۲۹−۰۰۹−۳